# De Stijl
De Stijl (v nizozemštině znamená styl) je původem nizozemské umělecké hnutí založené roku 1917. V užším slova smyslu je termín De Stijl používán pro označení díla vytvořeného skupinou nizozemských umělců mezi lety 1917 a 1931. Kromě toho ještě existoval časopis s názvem De Stijl vydávaný malířem a kritikem Theem van Doesburgem, který propagoval názory této skupiny umělců. Kromě Van Doesburga do skupiny patřili malíři Piet Mondrian a Bart van der Leck a architekti Gerrit Rietveld a J.J.P. Oud. Umělecká filozofie, která vytvořila základ tohoto díla, je známá jako neoplasticismus.
Nizozemské hnutí De Stijl hraje zvláštní roli při formování moderního jazyka formy. V roce 1922 pořádal Theo van Doesburg ve Výmaru svůj kurs o principech De Stijlu v ateliéru Karla Petera Röhla převážně pro studenty Bauhausu. V témže roce se v září z podnětu van Doesburga konal ve Výmaru také Mezinárodní kongres konstruktivistů a dadaistů, kterého se zúčastnili nejdůležitější evropští avantgardní umělci jako Kurt Schwitters, Tristan Tzara, El Lisitckij, Cornelis van Eesteren a v neposlední řadě Lucia Moholyová a László Moholy-Nagy.
Proponenti tohoto stylu se snaží vyjádřit nový utopický ideál  duchovní harmonie a řádu. Dosahují čisté abstrakce a univerzálnosti tím, že redukují základy tvaru a barvy – vizuální kompozici zjednodušili na vertikální a horizontální směr a používají pouze základní barvy spolu s černou a bílou.

## Architektura

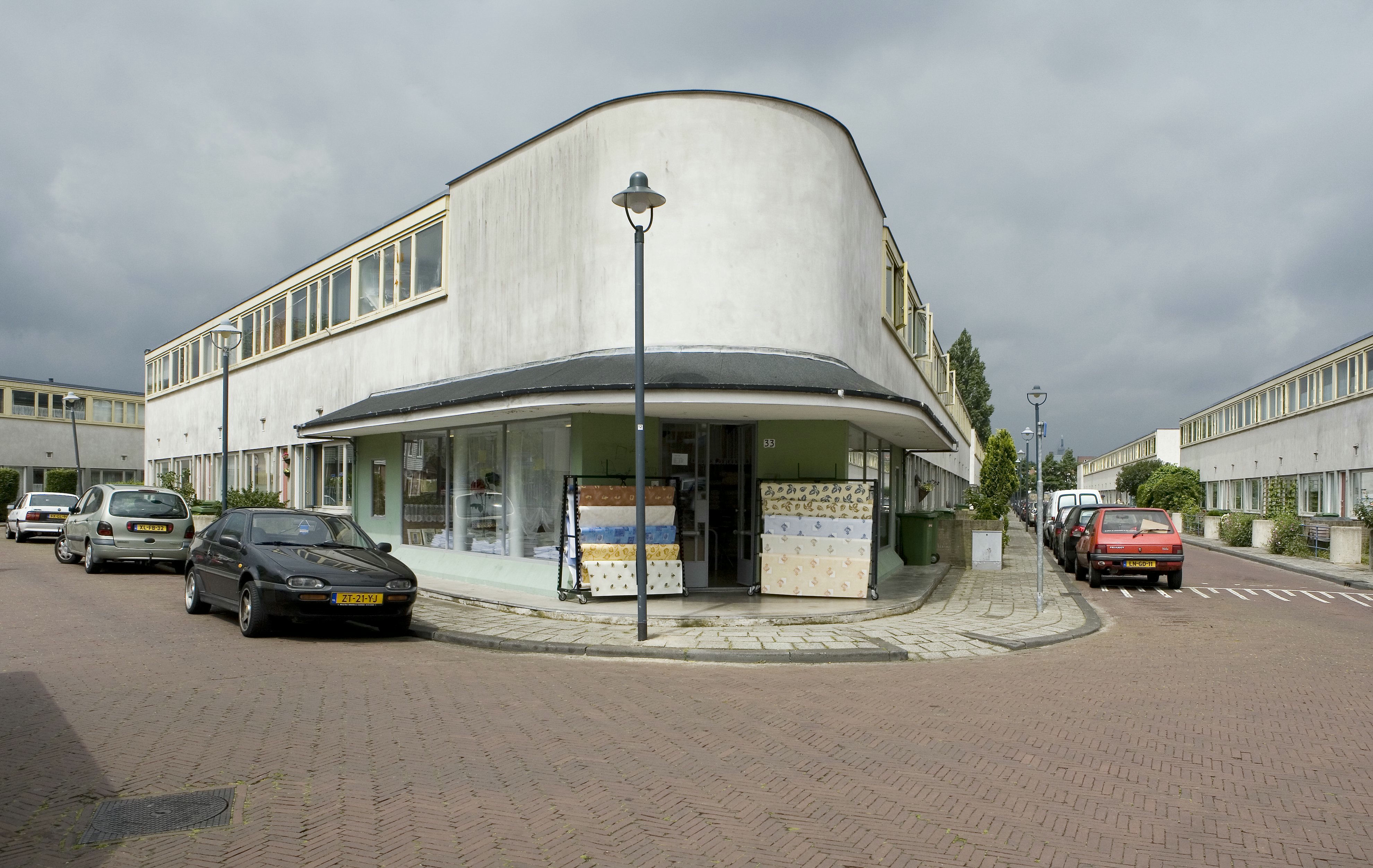
Čtvrť Hook of Holland, kterou navrhl J.J.P. Oud

Hnutí De Stilj mělo významný vliv i na architekturu. Mezi lety 1923 až 1924 navrhl Rietveld v Utrechtu dům Dům Rietvelda a Schröderové, což je jediný dům plně navržený dle principů a postojů De Stijl. De Stijl odráží také stavby navržené architektem J.J.P. Oud: například Café De Unie v Rotterdamu nebo rezidenční čtvrť Hook of Holland. Mezi další příklady patří Eames House od architektů Charles and Ray Eamesových.

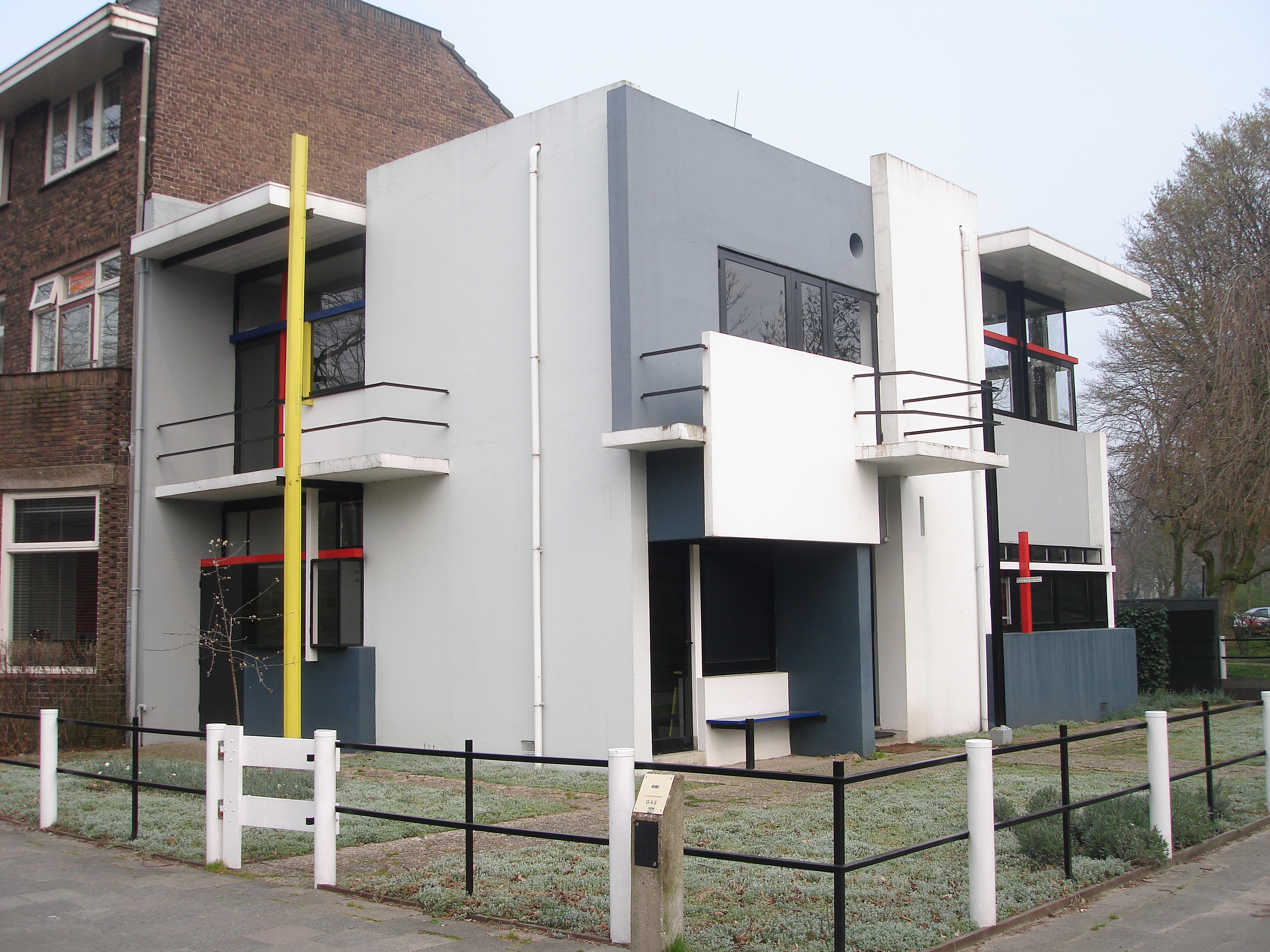
Dům Rietvelda a Schröderové od Gerrita Rietvelda je stavba, která nejvíce odpovídá principům De Stijl

V této architektuře je fasáda vnímána jako kompozice na malířském plátně. Konstrukce budovy není důležitým estetickým prvkem. Architekti zároveň používají průmyslově vyrobené díly a stejně jako funkcionalisté popírají dekorativní umělecké prvky. Místo nich v interiéru i exteriéru používají velké barevné plochy.

## Poznámka
1. ↑  Mondrian se domníval, že odcizení moderního člověka (viz Rousseau, marxismus apod.) je pouze zdánlivé a že je ho možné překonat přeměnou vnímání reality, kdy je upuštěno od konkrétního (přítomného v tradičním umění) ve prospěch obecného (přítomného v abstraktním umění). Mondrianovy malby - které vypadají pouze jako vytříbená dobrodružství na poli estetiky - výše uvedené přesvědčení zahrnují.